# Matrimonio del principe Carlo e di lady Diana Spencer

Gli stemmi combinati del principe Carlo e della principessa Diana

Il matrimonio del Principe Carlo e di Lady Diana Spencer ebbe luogo mercoledì 29 luglio 1981 alla Cattedrale di Saint Paul di Londra, nel Regno Unito. Lo sposo è adesso il re del Regno Unito, la sposa era un membro della famiglia Spencer.
La cerimonia consistette in un matrimonio tradizionale celebrato secondo il rito della Chiesa anglicana. Il decano della cattedrale di Saint Paul, Alan Webster, presiedette la celebrazione, e l'arcivescovo di Canterbury Robert Runcie condusse il matrimonio. All'evento presero parte molte personalità di spicco, membri di altre famiglie reali, capi di stato repubblicani e membri delle rispettive famiglie degli sposi. Dopo la cerimonia, la coppia fece la propria tradizionale apparizione al balcone di Buckingham Palace. Il Regno Unito stabilì una giornata di festa nazionale per celebrare l'evento. La cerimonia incluse diversi aspetti cerimoniali tradizionali tra cui l'uso delle carrozze di stato nonché delle Foot Guards e della Household Cavalry.
Il matrimonio della coppia venne visto come un "matrimonio da favola" e venne definito "il matrimonio del secolo". Venne guardato alla TV da un'audience di 750 000 000 di persone. Anche negli altri paesi membri del Commonwealth si svolsero delle celebrazioni e degli eventi per rimarcare il fatto. Per le strade di tutto il Regno Unito si tennero feste in strada. La coppia si separò nel 1992 dopo il tradimento da parte di Carlo con Camilla, nel 1996 divorziarono ufficialmente dopo 15 anni di matrimonio.

## Fidanzamento
Il principe Carlo del Galles conosceva lady Diana da diversi anni. Il loro primo incontro avvenne nel 1977 quando Carlo frequentava la sorella maggiore di Diana, Lady Sarah McCorquodale. Iniziò ad ogni modo a considerarla seriamente come la propria futura sposa nel 1980 quando i due si incontrarono per un weekend e una partita a polo. Fu il principe a invitare Diana poi per una vacanza a Cowes a bordo dello yacht reale Britannia e da quel momento la loro relazione iniziò a nascere. Successivamente Diana venne invitata al castello di Balmoral, la residenza scozzese della famiglia Windsor, per incontrare la famiglia. Diana venne ricevuta cordialmente a Balmoral dalla regina, dal principe Filippo e dalla regina madre. La coppia si incontrò altre volte a Londra. Diana e Carlo vennero visti insieme per altri sei mesi sporadicamente sino a quando non avvenne la proposta di matrimonio il 3 febbraio 1981 presso il Castello di Windsor. Diana aveva però previsto una settimana di vacanza, periodo che Carlo sperava che ella avrebbe usato per considerare la sua proposta. Diana accettò, ma il loro fidanzamento venne mantenuto segreto nelle settimane successive. Diana disse successivamente che lei e Carlo si erano incontrati in tutto tredici volte prima dell'annuncio del loro fidanzamento.
Il loro fidanzamento venne ufficializzato il 24 febbraio 1981, e la coppia concesse la sua prima intervista. Durante questa intervista, Diana indossava una "gonna blu cobalto" disegnata dalla stilista inglese Cojana. Diana scelse un elegante anello di fidanzamento da 30.000 sterline composto da 14 diamanti solitari e da uno zaffiro di Ceylon da 12 carati, il tutto montato su oro 18 carati. Una serie di fotografie scattate dal conte di Snowdon vennero pubblicate sul settimanale Vogue nel febbraio del 1981 per sottolineare l'evento del fidanzamento. Clayton Howard realizzò il make-up di Diana e John Frieda fu il suo parrucchiere per i ritratti ufficiali.
Due sere prima del matrimonio, a Buckingham Palace si tenne un ballo di gala con una cena di 90 ospiti e un ricevimento poi con 1500 invitati. Tra gli invitati si contarono anche i membri dello staff della famiglia reale. La sera prima del matrimonio si tenne un nuovo banchetto con 150 invitati tra cui capi di Stato e di governo.

## Il matrimonio
3500 furono gli invitati che presero parte alla celebrazione del matrimonio della coppia reale presso la cattedrale di Saint Paul a Londra. Carlo e Diana scelsero di sposarsi a Saint Paul e non all'abbazia di Westminster, luogo tradizionale dei matrimoni reali, perché Saint Paul offriva più posti a sedere e permetteva una processione più lunga per le vie di Londra.
La cerimonia fu un classico matrimonio della chiesa anglicana, presieduto da Robert Runcie, arcivescovo di Canterbury, e da Alan Webster, decano della cattedrale di Saint Paul. 2.000.000 di spettatori seguirono sul percorso la processione di Diana da Clarence House, con l'impiego di 4000 poliziotti e 2200 militari per gestire la folla. La sicurezza venne potenziata per la minaccia di possibili attacchi da parte dei guerriglieri repubblicani irlandesi. La sicurezza aumentò anche negli aeroporti. Il costo del matrimonio venne stimato in 48.000.000 di dollari di cui 600.000 solo per la sicurezza.
I reggimenti dei reami del Commonwealth presero parte alla processione, tra cui the Royal Regiment of Canada.
Alle 10:22 la regina e la famiglia reale vennero portati alla cattedrale a bordo di otto carrozze. Il principe di Galles a bordo di una carrozza dorata che poi venne utilizzata anche per il ritorno a Buckingham Palace. Lady Diana giunse alla cattedrale a bordo della Glass Coach accompagnata dal padre, John Spencer, VIII conte Spencer; venne scortata da sei ufficiali della Metropolitan Police a cavallo. Giunse alla cattedrale alle 11:20. La carrozza si rivelò troppo piccola per trasportare in maniera confortevole due persone e il voluminoso vestito della sposa. La sposa entrò in chiesa sulle note del "Trumpet Voluntary" di Jeremiah Clarke, con l'accompagnamento del coro.
Diana accidentalmente scambiò l'ordine dei nomi di Carlo durante la promessa solenne di matrimonio, dicendo "Philip Charles Arthur George" al posto di "Charles Philip Arthur George". Non pronunciò la promessa di "obbedirgli" come parte degli sponsali. La parola venne volontariamente eliminata dalla liturgia su richiesta della coppia, fatto che creò sensazione all'epoca. Anche Carlo fece un errore. Disse di voler offrire alla sposa "i loro beni" anziché "tutto il mio bene". Secondo la tradizione, le fedi nuziali della coppia vennero realizzate con oro gallese proveniente dalla miniera di Clogau a Bontddu. La tradizione di usare oro gallese risaliva al 1923. Dopo il matrimonio Diana diventò automaticamente Principessa del Galles.
Oltre all'arcivescovo di Canterbury, presenziarono alla cerimonia l'arcivescovo emerito, Donald Coggan, il cardinale Basil Hume, il reverendo Andrew Doig ed il reverendo Harry Williams CR.

### Musica
Per la celebrazione vennero impiegati tre cori e tre orchestre oltre a una fanfara. Questi erano il Bach Choir, il coro della cattedrale di Saint Paul, il coro della Cappella Reale, l'Orchestra della Royal Opera House, la Philharmonia Orchestra e la English Chamber Orchestra oltre alla fanfara della Royal Military School. I cori vennero condotti da Barry Rose, maestro del coro della cattedrale di Saint Paul. L'organista fu quello della cattedrale, Christopher Dearnley, col suo vice John Scott. L'Orchestra della Royal Opera House, la Philharmonia Orchestra e l'English Chamber Orchestra vennero condotte da Sir David Willcocks, che era all'epoca direttore del Royal College of Music, Richard Popplewell, organista della Cappella Reale, e Sir Colin Davis, che era direttore musicale a Covent Garden. Tra le musiche e le canzoni del matrimonio si ricordano la "Marcia del principe di Danimarca", "I Vow to Thee, My Country", "Pomp and Circumstance No.4" di Edward Elgar e l'inno nazionale britannico. Il soprano neozelandese Kiri Te Kanawa cantò "Let The Bright Seraphim" tratta dal Sansone di G. F. Handel.

### Abiti
L'abito da sposa di Diana venne valutato 9000 sterline e venne realizzato in taffeta color avorio, decorato con pizzi, ricami a mano, sequins e 10.000 perle. Venne disegnato da Elizabeth e David Emanuel e aveva uno strascico di 7.6 metri. Il vestito venne disegnato secondo il gusto di Diana che desiderava avere lo strascico più lungo di tutti i precedenti matrimoni reali. La sposa indossava la propria tiara di famiglia sopra un velo di tulle avorio, con un'acconciatura realizzata da Kevin Shanley. Le scarpe riportavano "delle C e delle D dipinte a mano". Secondo la tradizione inglese del "Something old, something new, something borrowed, something blue", Diana portò dei pizzi "realizzati da un'antica fabbrica inglese di pizzi" (il "vecchio"), la tiara della famiglia Spencer e gli orecchini di sua madre (l'"usato") e un nastrino blu (il "blu"). Il profumo ufficiale del matrimonio venne prodotto dalla Houbigant Parfum, la più antica compagnia profumiera di Francia. Diana scelse per sé la fragranza Quelques Fleurs, con "note di tuberose, gelsomino e rosa". Venne riportato che accidentalmente lady Diana rovesciò parte del profumo sul suo abito che successivamente coprì con una mano durante la cerimonia. Barbara Daly realizzò il make-up della sposa per la cerimonia.
Per ordine della regina, vennero realizzati due bouquet identici per la sposa da David Longman con "gardenie, stephanotis, orchidee odontolglossum, giglio della vale, rose Earl Mountbatten, freesia, veronica, edera, mirto e trasdescantia".
Carlo indossò per parte sua l'alta uniforme della marina inglese. Indossò per l'occasione anche le stelle dell'Ordine della Giarrettiera, del Cardo e del Bagno, nonché la medaglia del giubileo d'argento della regina, oltre alle "cifre reali del principe del Galles in oro sulle spalline." La spada da lato venne realizzata "con dettagli in oro."

### Testimoni
La coppia reale ebbe sette testimoni. L'undicenne Lord Nicholas Windsor, figlio del duca e della duchessa di Kent, e Edward van Cutsem di otto anni, figlioccio del principe Carlo, furono i paggi della coppia. Tra le dame della principessa Diana figurava anche la diciassettenne Lady Sarah Armstrong-Jones, figlia del conte di Snowdon e della principessa Margaret; la tredicenne India Hicks, nipote del conte Mountbatten di Burma e figlia di David e di Lady Pamela Hicks; Catherine Cameron, sei anni, figlia di Donald e Lady Cecil Cameron e nipote del marchese di Lothian; l'undicenne Sarah-Jane Gaselee, figlia di Nick Gaselee e di sua moglie; e Clementine Hambro, cinque anni, figlia di Rupert Hambro e di Mrs Hambro (oggi contessa Peel) e nipote di Lord e Lady Soames nonché pronipote di Sir Winston Churchill. I principi Andrea e Edoardo furono i testimoni dello sposo.

### Invitati
Tutti i governatori generali del regno, come del resto tutte le teste coronate d'Europa con l'eccezione di re Juan Carlos I di Spagna presero parte alla cerimonia (al re di Spagna venne consigliato di non prendere parte all'evento in quanto la luna di miele degli sposi avrebbe previsto una tappa nel territorio disputato di Gibilterra). Gran parte dei capi di Stato europei figurarono tra gli invitati, con l'eccezione del presidente della Grecia, Constantine Karamanlis (il quale declinò l'offerta dal momento che il monarca in esilio, Costantino II, parente ed amico dello sposo, era stato invitato col titolo di "re degli Elleni"), ed il presidente dell'Irlanda, Patrick Hillery (il quale venne consigliato a non prendere parte all'evento dal Taoiseach Charles Haughey per la disputa sullo status dell'Irlanda del nord). La first lady Nancy Reagan rappresentò gli Stati Uniti al matrimonio. Tra gli altri invitati vi erano degli amici della coppia e la sposa invitò anche tutte le insegnanti ed il personale della scuola dove aveva lavorato prima del matrimonio. Gli intrattenitori Spike Milligan e Harry Secombe presero parte anch'essi alla cerimonia.

### Il ricevimento

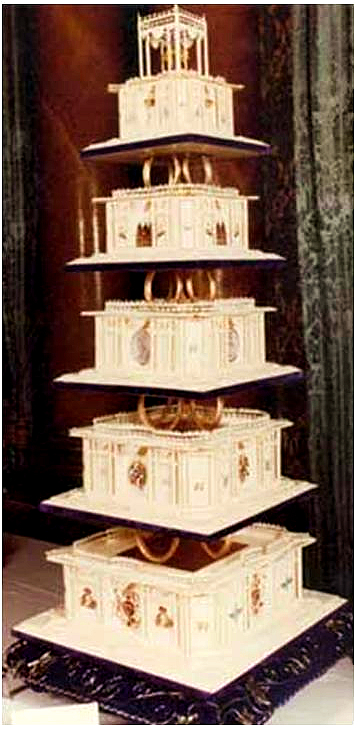
La torta nuziale della coppia

La coppia tenne un banchetto con 120 invitati a Buckingham Palace. Diana e Carlo fecero la loro tradizionale apparizione al balcone di Buckingham Palace alle 13:10, e deliziarono la folla con un bacio, iniziando così la tradizione del bacio al balcone. Quella notte seguirono fuochi d'artificio per la coppia reale.
La coppia tagliò 27 torte nuziali. Le Naval Armed Forces fornirono la torta ufficiale. David Avery, capo pasticcere della scuola di cucina della Royal Naval a Chatham Kent, realizzò la torta in 14 settimane. Vennero realizzate due torte identiche nel caso in cui una venisse danneggiata. Gli stemmi del principe di Galles e della famiglia Spencer vennero utilizzati come decorazioni della torta a cinque piani del peso di 102 kg. L'altra torta nuziale della coppia venne creata dal pasticcere belga S. G. Sender, che era noto come il "tortiere dei re". Un'altra torta venne realizzata dallo chef Nicholas Lodge il quale aveva già realizzato quella per l'80º compleanno della regina madre e al quale sarà poi commissionata la torta per il battesimo del principe Harry. Una fetta della torta della coppia venne posta all'asta dalla Julien's Auctions nel 2018 e stimata tra gli 800 ed i 1200 dollari.
Circa 750.000.000 di persone nel mondo videro la cerimonia in TV, e quasi 1.000.000.000 di persone la sentirono via radio, anche se i dati a tal proposito non sempre furono precisi. L'evento venne trasmesso in 50 paesi da circa 100 canali televisivi. La cerimonia venne sentita positivamente dal pubblico, e secondo il The New York Times giunse a simboleggiare "la continuità della monarchia" nel Regno Unito. Diverse furono le feste che si tennero anche in tutto il regno per rimarcare l'evento. Il poeta John Betjeman compose una poesia per la coppia.
Un gruppo di persone lasciarono volontariamente Londra per l'occasione portandosi in Francia ed in Irlanda per protesta sul matrimonio, mentre durante la processione vennero rilasciati dei palloncini neri dai discendenti.

### Doni
La coppia ricevette molti doni tra cui "un vaso di vetro Steuben e un centrotavola in porcellana di Boemia" dagli Stati Uniti, un set di mobili antichi dal canadese Robert Bateman per il principe Carlo e "un grande braccialetto in oro, diamanti e platino" per Diana dal Canada, piatti in argento realizzati a mano dall'Australia, un "tappeto in lana" dalla Nuova Zelanda, "una parure di diamanti e zaffiri completa di braccialetto, pendente, anello e orecchini" dal principe ereditario Fahd dell'Arabia Saudita, oltre a "un piccolo dipinto ad olio dell'artista americano Henry Kohler del principe Carlo che gioca a polo", un orologio in stile Art Deco da Cartier tramite il suo disegnatore capo, Daniel Ciacquinot. L'Edinburgh District Council raccolse per l'occasione 92.500 dollari da destinare ai bambini disabili. Il Greater Manchester Council offrì il supporto tecnico alla cerimonia, mentre l'Università di Cambridge inviò alla coppia "una rara copia di The Complete English Traveller" di Robert Sanders. La Worshipful Company of Glovers di Londra donò alla coppia due paia di guanti realizzati in pelle, seta e cotone. I doni ricevuti vennero posti in mostra al St. James's Palace dal 5 agosto al 4 ottobre 1981.

## Luna di miele
Il cartello "just married" venne attaccato al landò della coppia dai principi Andrea ed Edoardo. La coppia venne portata sul Westminster Bridge per poi prendere il treno alla volta di Romsey nell'Hampshire da dove diedero inizio alla loro luna di miele. La coppia lasciò la stazione londinese di Waterloo a bordo del British Royal Train + 975025 Caroline. Si portarono insieme a Broadlands, dove i genitori di Carlo avevano trascorso la loro prima notte di nozze nel 1947. Qui rimasero per tre giorni, portandosi quindi in aereo a Gibilterra, dove rimasero a bordo dello yacht reale Britannia con una crociera che durò undici giorni nel mar Mediterraneo, visitando la Tunisia, la Sardegna, la Grecia e l'Egitto. La coppia si portò infine in Scozia col resto della famiglia al Castello di Balmoral.